# Ken Kirzinger
Ken Kirzinger (ur. 4 listopada 1959 r. w Saskatchewan w Kanadzie) – kanadyjski statysta, kaskader i aktor.
Znany jako odtwórca roli psychopatycznego Jasona Voorheesa w horrorze Freddy kontra Jason (2003), pojawił się też filmach Droga bez powrotu 2 (2007), Sport przyszłości (1998), Stan Helsing (2009), Prześladowca 3. W charakterze statysty wystąpił w blisko stu produkcjach.
Ma 196 cm wzrostu.